# Edwardsia costata
Edwardsia costata är en havsanemonart som beskrevs av Daniel Cornelius Danielssen 1890. Edwardsia costata ingår i släktet Edwardsia och familjen Edwardsiidae. Inga underarter finns listade i Catalogue of Life.